# IžAvto
Lada Izhevsk (precedentemente nota come IžAvto, ИжАвто in russo) è una casa automobilistica appartenente al gruppo AvtoVAZ (controllata da Renault).

## Storia
La fabbrica fu fondata nel 1965 su iniziativa di Dmitrij Fëdorovič Ustinov che era vicepresidente del consiglio dell'Unione Sovietica e lo stabilimento venne realizzato dalla FIAT. La prima autovettura prodotta è stata la Moskvič 408 il giorno 12 dicembre 1966.
Nel 1996 in seguito ad una profonda crisi l’azienda è stata acquistata dal produttore russo di armi da fuoco Ižmaš e cambiò nome in Ižmaš-Avto ma gli investimenti furono minimi e la produzione crollò nel 1999 con appena 10.000 auto assemblate. Nello stesso anno la proprietà passo alla russa SOK Group storico partner di AvtoVAZ, che ne ripristina la storica denominazione IzhAvto e rilancia l’azienda con un piano industriale che prevede le nuove produzioni su licenza VAZ dei veicoli Lada da affiancare ai modelli Iž.
Nel 2001 inizia ad essere prodotta la Lada 2106, nel 2002 la versione station wagon Lada 2104. Nel 2003 debutta un restyling delle Iž 2126 e derivate.
Un’importante commessa la si ottiene per conto della coreana Kia Motors nel 2004 che prevede la produzione interamente realizzata in sede con componenti spedite dalla Corea del modello Kia Spectra a partire dal 2005. Si tratta del primo accordo di produzione per un costruttore estero e diventerà estremamente importante per saturare le linee produttive dell’impianto.
Nel 2009 viene dichiarata la bancarotta. L’anno successivo la Izh viene acquisita dal costruttore russo AvtoVAZ per la somma di 228 milioni di dollari e ne ha rimodernati gli impianti per produrre i propri veicoli a marchio Lada.
Nel 2012 parte la produzione del modello Lada Granta seguita nel settembre del 2015 dalla Lada Vesta.
Nel dicembre 2017 lo stabilimento raggiunge i 5 milioni di veicoli prodotti.

## Veicoli

### Fuori produzione

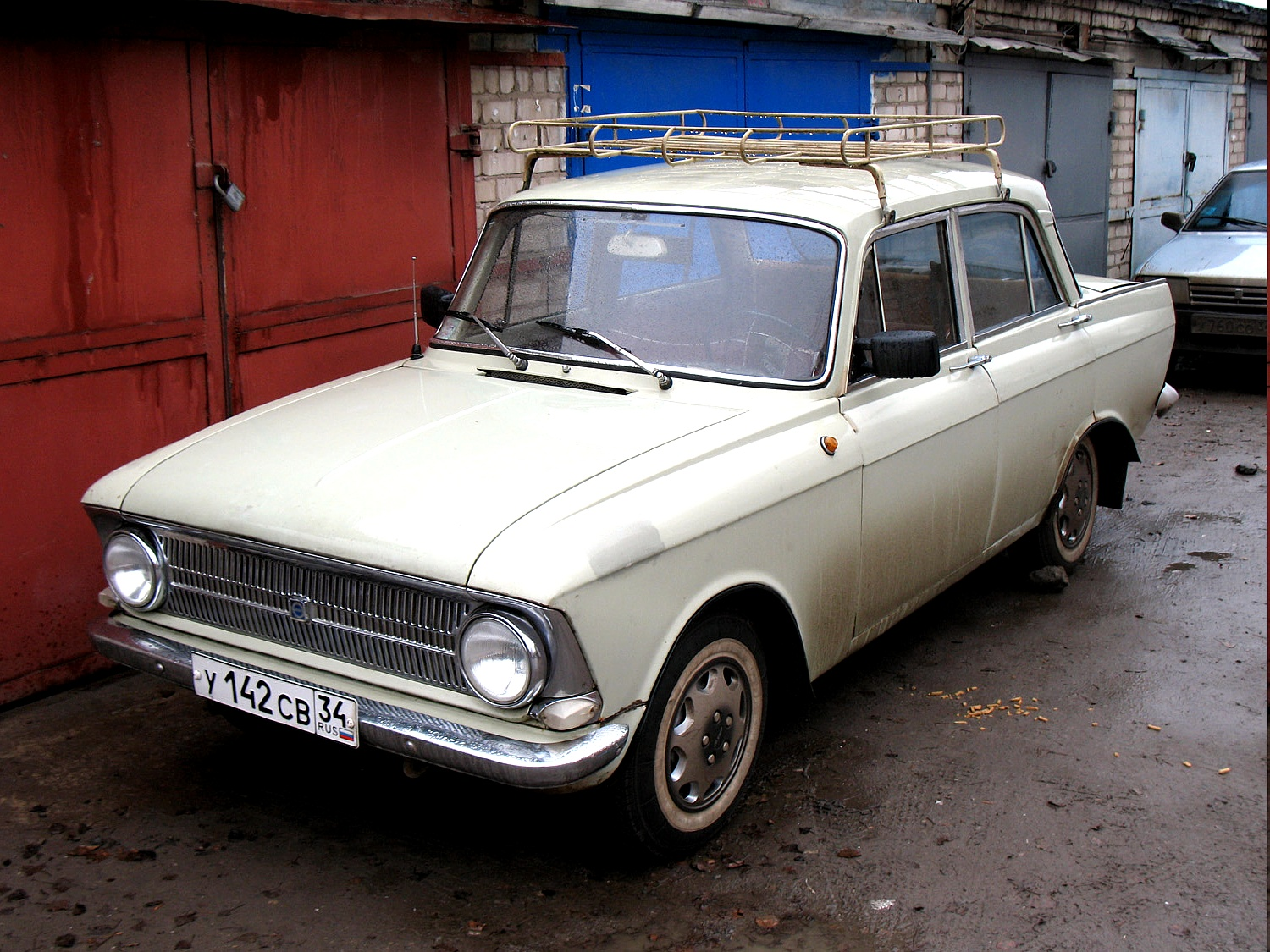
La IŽ-Moskvič 412

- 1966 - 1973 Moskvič 408 (per conto della "Moskvič OAO"): auto che riscosse un discreto successo e che riuscì a competere con le auto del mercato straniero
- 1967 - 1997 Moskvič 412 (per conto della "Moskvič OAO"): nata dall'ammodernamento della Moskvič-408 della quale riuscì ad ereditare la semplicità della meccanica e la durabilità e con un abitacolo più spazioso capace di tenere 5 persone comodamente. Nacque una variante sportiva che vinse competizioni sovietiche e straniere.
- 1968 - 1973 Moskvič-434 (per conto della "Moskvič OAO"): versione van della Moskvič-426 (prodotta da Moskvič).
- 1972 - 1997 Iž-2715: prima vettura con marchio ufficiale "Iž". Veicolo di lavoro in versione van molto spazioso.
- 1973 - 1997 Iž-2125: si tratta di una berlina 2 volumi con portellone posteriore grosso e ampio bagagliaio ma che non riscosse un grande successo rispetto ad altri modelli, nonostante 20 anni di produzione.
- 1974 - 1997 Iž-27151: versione pickup della 2715, dotato di sospensioni più robuste per i terreni più accidentati ed esportato in Sud America con il cassone maggiorato.

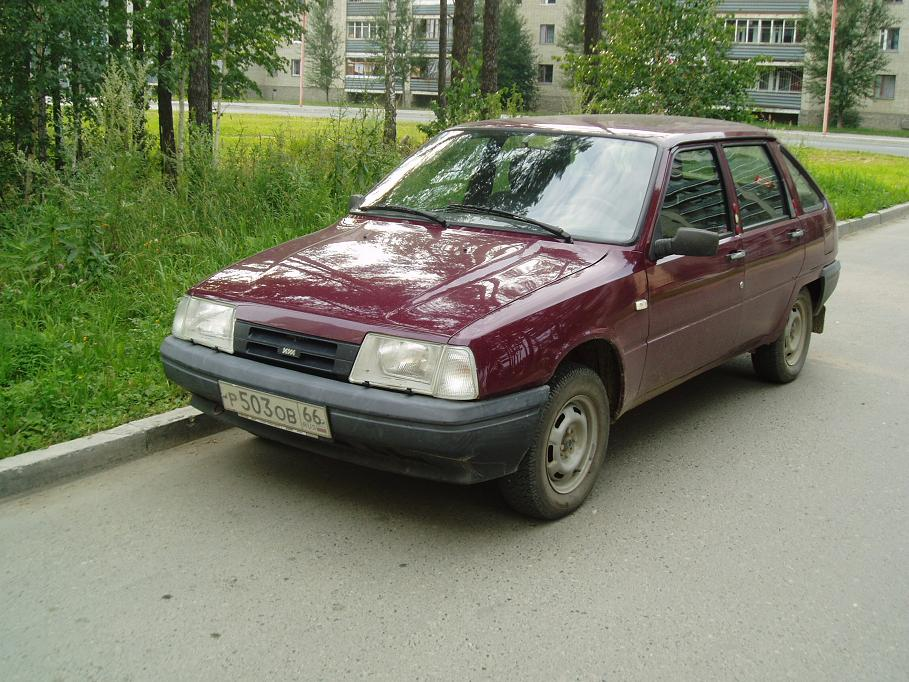
Iž 2126: l'auto di maggior successo

- 1991 - 2005 Iž-2126 "Orbit": prima vettura progettata interamente dalla casa. Era prodotta anche in versione "tuning" chiamata "Nika" che si differenziava dal modello base da alcune varianti tecniche ed estetiche (spoiler, radiatore) al fine di migliorarne le prestazioni. Venne presa come modello base per le versioni van (Iž 2717), pick-up (Iž 27171), e la variante familiare "Fabula" 212612 / 212614. Era poi presente una versione 4x4 dotata di assetto rialzato e trasmissione della Lada Niva con sospensioni adatte a qualsiasi tipo di terreno. La linea ricorda molto la Lada Samara nonché la ZAZ Tavria.
- 2001 - 2006 Lada-Vaz 2106 e Lada-Vaz 2107 nel periodo 2011 - 2012 (per conto di AutoVaz): due delle versioni della "Žiguli" che motorizzarono l'intera Unione Sovietica diventando, assieme alle altre varianti di 210x, l'auto più venduta e tuttora utilizzata. Dotata di piccole migliorie rispetto al predecessore modello base 2103 prendendo come spunto la Fiat 124 Special T e Fiat 125. Nata negli stabilimenti di Togliatti nel 1976 dall'AutoVaz su commissione è stata spostata la produzione a Iževsk presso IžAvto solo nel 2001. Lo stemma e il nome di LadaAuto è stato mantenuto.
- 2001 - 2012 Lada-Vaz 2104 (per conto di AutoVaz): la station wagon più venduta nell'ex-Unione Sovietica che divenne l'auto familiare più venduta e più usata assieme alla precedente 2102 (clone della Fiat 124 Familiare). Nata negli stabilimenti di Togliatti nel 1984 è prodotta a Iževsk dal 2001 mantenendo il marchio LadaAuto.
- 2005 - 2012 Iž-27175 per conto di AutoVaz: è l'unica Lada che non è mai stata prodotta a Togliatti e che usa come stemma e nome quello di IžAvto. Derivata dalla 2104 è la versione pickup.

## In produzione
- dal 2005: Kia Spectra per conto di Kia Motors destinata al mercato ex-sovietico
- dal 2007: Kia Sorento per conto di Kia Motors destinata al mercato ex-sovietico
- dal 2012: Lada Granta per conto della AutoVaz

## Dati di produzione
Nel 2005 sono state prodotte 52.822 auto tra cui 1800 Kia Spectra e nei primi 5 mesi del 2006 8.549 vetture. Nel 2006 la produzione è cresciuta del 23% arrivando così a fabbricare 65.024 auto.